# Primarias del Partido Demócrata de 2012 en Nuevo Hampshire
Las Primarias del Partido Demócrata de 2012 en Nuevo Hampshire se hicieron el 10 de enero de 2012. Las primarias del Partido Demócrata son una elección primaria, con 10 delegados, para elegir al candidato del partido Demócrata para las elecciones presidenciales de Estados Unidos de 2012.  En el estado de Nuevo Hampshire estuvieron en disputa 10 delegados, en la cual fueron asignados todos a Barack Obama, a como se había previsto, debido a que no hubo un candidato que pudiera ganarle.